# مائوریسیو بالدیویسو
مائوریسیو بالدیویسو (انگلیسی: Mauricio Baldivieso؛ زادهٔ ۲۲ ژوئیهٔ ۱۹۹۶) بازیکن فوتبال اهل بولیوی است.
وی همچنین در تیم ملی فوتبال زیر ۲۰ سال بولیوی بازی کرده است.

## رکورد
در سن ۱۲ سالگی، بالدیویسو جوان‌ترین بازیکنی بود که تا آن زمان فوتبال حرفه‌ای بازی می‌کرد، زمانی که پدرش، خولیو بالدیویسو، که در آن زمان سرمربی باشگاه فوتبال آرورا بود، او را به عنوان یک تعویض دیرهنگام در برابر لاپاز در ۱۹ ژوئیه ۲۰۰۹ به میدان فرستاد. این حد نصاب پابرجا بود تا اینکه در آوریل ۲۰۲۱ توسط اریک گادپاور مارشال ۱۱ ساله شکسته شد.